# Superjoint Ritual
Superjoint Ritual (numera Superjoint) är ett amerikanskt metalband, bildat 1993 och upplöst 2005. Bandet återförenades 2014. Det bestod ett tag av sångaren Phil Anselmo, gitarristerna Jimmy Bower och Kevin Bond, trummisen Joseph Fazzio och basisten Hank Williams III.

## Medlemmar
Nuvarande medlemmar
- Phil Anselmo – sång, gitarr (1993–2004, 2014– ), basgitarr (2002)
- Jimmy Bower – gitarr (1993–2004, 2014– )
- Kevin Bond – gitarr (2001–2004, 2014– ), basgitarr (2005)

Tidigare medlemmar
- Michael Haaga – basgitarr (1993–2002)
- Joe Fazzio – trummor (1993–2004)
- Marzi Montazeri – gitarr (1993–1994)
- Hank Williams III – basgitarr (2002–2004)

Turnerande medlemmar
- Stephen Taylor – basgitarr (2014– )
- Jose Gonzalez – trummor (2014– )

## Diskografi
Studioalbum
- 2002 – Use Once and Destroy
- 2003 – A Lethal Dose of American Hatred

EP
- 1995 – Demo '95 (kassett)
- 1997 – Demo '97 (kassett)

Singlar
- 2002 – "3 Song Sampler"
- 2002 – "The Alcoholik"
- 2002 – "Fuck Your Enemy"
- 2003 – "Dress Like a Target" / "The Destruction of a Person" / "Death Threat"
- 2003 – "Waiting for the Turning Point"

Video
- 2002 – Live in Dallas, Tx 2002
- 2004 – Live at CBGB